# Edward Grant (historiador)
Edward Grant (6 de abril de 1926 - 21 de junio de 2020) es un historiador de la ciencia estadounidense, reconocido especialista en ciencia medieval. 

## Trayectoria
Grant enseñó historia de la ciencia en las universidades de Maine y de Harvard. En 1959, ya estuvo trabajando en Indiana, de la que es profesor emérito desde 1983. 
En su larga carrera académica, impartió cursos de ciencia medieval, ciencia y religión así como sobre cosmología. Tradujo textos físicos del pensador del siglo XIV Nicole Oresme, en 1966, antes incluso que el gran historiador estadounidense Marshall Clagett. 
Tras su jubilación, recibió la prestigiosa medalla George Sarton en 1992, por toda su trayectoria como historiador de la ciencia.
Grant es miembro de la Academia Estadounidense de las Artes y las Ciencias (1984) y de la Medieval Academy of America (1982). Ha sido presidente de la History of Science Society (1985-86).

## Ideas
Grant, en el panorama que ofrecía en La ciencia física en la Edad Media, se centraba ya en el fecundo legado de Aristóteles y en las reacciones que ante su influjo se desplegaron, con los consiguientes avances que se lograron gracias a todo ello en el bajo medievo. En este libro abordaba las nociones cosmológicas principalmente, y analizaba el estado de las ciencias físicas en el bajo Medioevo.
Su The Foundations of Modern Science in the Middle Ages, analiza el desarrollo del saber en las universidades y los descubrimientos que, junto con las aportaciones del siglo XVI, culminarían finalmente, pero con otro estilo eso sí, en las revolución científica del siglo XVII. En su caso, da especial realce al Medievo, en una tradición anglosajona no compartida por todos los investigadores, sobre todo los europeos.
En God and Reason in the Middle Ages argumenta que la Edad Media debe analizarse con otras ideas previas, distintas a las de una época de superstición: la razón medieval tiene diversas fuentes.
En Planets, Stars and Orbs, con las fechas 1200-1687 de su subtítulo, atrasa manifiestamente la caducidad del cosmos antiguo hasta la aparición del trabajo señero de Newton, lo que no deja de ser polémico pues hubo muchos mediadores fundamentales. Se opone, pues, a posiciones generales como las de Alexandre Koyré.

## Obra fundamental
- Physical Science in the Middle Ages, John Willey, 1971. ISBN 978-0-521-29294-8 (Tr.: La ciencia física en la Edad Media, México, FCE, 1983 ISBN 968-16-1442-9)
- Edward Grant, ed. (1974). A Source Book in Medieval Science. Harvard University Press. ISBN 9780674823600.
- Much Ado About Nothing: Theories of Space and Vacuum from the Middle Ages to the Scientific Revolution. Cambridge University Press. 1981. ISBN 9780521229838.[5]
- Studies in Medieval Science and Natural Philosophy, Londres, Variorum, 1981.
- Planets, Stars, and Orbs: The Medieval Cosmos (1200-1687), Cambridge Univ., 1994.[6]
- The Foundations of Modern Science in the Middle Ages: Their Religious, Institutional and Intellectual Contexts. Cambridge University Press. 1996. ISBN 9780521567626.[7][8]
- God and Reason in the Middle Ages. Cambridge University Press. 2001. ISBN 9780521003377.[9][10][11]
- Science and Religion, 400 B.C. to A.D. 1550: From Aristotle to Copernicus. JHU Press. 2006. ISBN 9780801884016.[12]
- A History of Natural Philosophy. From the Ancient World to the Nineteenth Century, Cambridge University, 2007.[13]
- The Nature of Natural Philosophy in the Late Middle Ages. CUA Press. 2010. ISBN 9780813217383.
- In Defense Of The Earth's Centrality and Immobility: Scholastic Reaction To Copernicanism In The Seventeenth Century. American Philosophical Society. 2007. ISBN 9781422374597.